# Morley (Ontario)
Morley – gmina (ang. township) w Kanadzie, w prowincji Ontario, w dystrykcie Rainy River.
Powierzchnia Morley to 185,08 km². Według danych spisu powszechnego z roku 2001 Morley liczy 447 mieszkańców (2,42 os./km²).